# Gmina Zawonia
Die Gmina Zawonia ist eine Landgemeinde im Powiat Trzebnicki der Woiwodschaft Niederschlesien in Polen. Ihr Sitz ist das gleichnamige Dorf (deutsch Schawoine, 1936–1945 Blüchertal) mit etwa 920 Einwohnern. Sie liegt 27 km nordöstlich von Wrocław. Der Hauptort wird durch die Provinzstraße 340 mit Oleśnica und dem 9 km entfernten Trzebnica verbunden. Wichtigster Wirtschaftszweig ist die Landwirtschaft, die auf 56 %  der Fläche betrieben wird, während 38 % mit Wald bedeckt ist. Im Norden der Gemeinde bei Czeszów gibt es Erdgasvorkommen.

## Geschichte

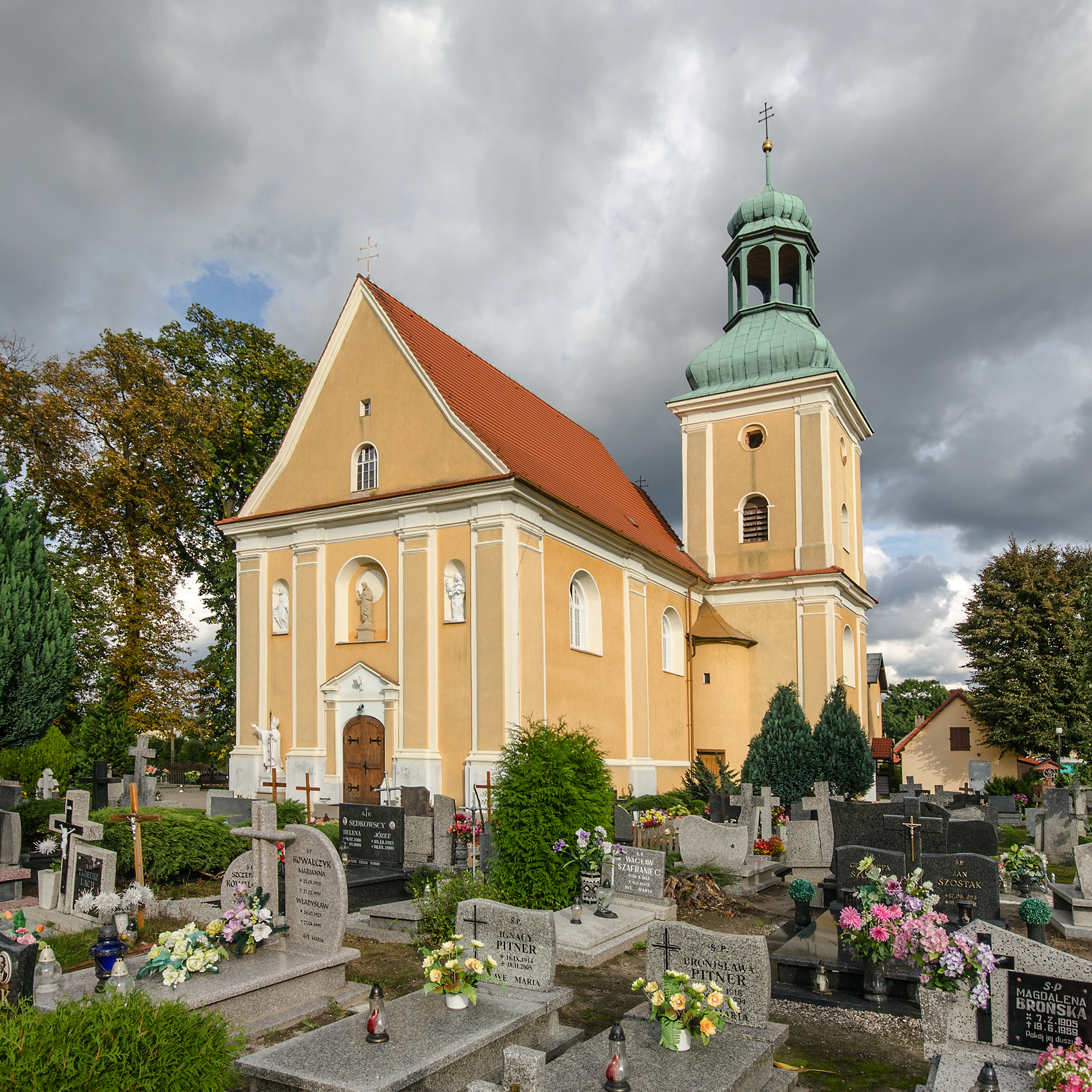
St.-Hedwig-Kirche in Zawonia

Archäologische Funde verweisen auf eine prähistorische Besiedelung in der Mittelsteinzeit. Der Siedlungszuwachs erfolgte im Frühen Mittelalter. Urkundlich erwähnt wird Zawonia 1236 als Savona. Bereits seit 1209 gehörte Savona (Schawoine) mit den umliegenden Ortschaften zum Wittum der Herzogin Hedwig von Schlesien. 1242 schenkte sie ihr Gut, auf dem sie zeitweise lebte, dem von ihr und ihrem Gatten Heinrich I. gegründeten Kloster Trebnitz. 1252 unterzeichnete Heinrich III. ein Dokument, das Savon unter deutsches Recht stellte. Der Dreißigjährige Krieg brachte auch hier Zerstörung und Bevölkerungsschwund. Nach dem Preußisch-Österreichischen Krieg 1866 kam der Ort unter preußische Herrschaft. Am 27. Februar 1874 wurde der Amtsbezirk Schawoine gegründet. Er wurde am 11. Februar 1936 in Blüchertal umbenannt. Bis 1945 war der Hauptort Blüchertal eine Gemeinde im Landkreis Trebnitz, Regierungsbezirk Breslau der Provinz Schlesien. Anschließend wurde die deutsche Bevölkerung vertrieben und die Gemeinde von Polen besiedelt.

## Gliederung
Zur Landgemeinde (gmina wiejska) Zawonia gehören 20 Dörfer (deutsche Namen, amtlich bis 1945) mit einem Schulzenamt:
- Budczyce (Haltauf)
- Cielętniki (Tschelentnig, 1936 Wenigwasser, 1937–1945 Bergfelde)
- Czachowo (Tschachawe, 1937–1945 Bolkohof)
- Czeszów (Deutsch Hammer)
- Głuchów Dolny (Ober Glauche)
- Grochowa (Grochowe, 1936–1945 Waldwinkel)
- Kałowice (Ober Kehle)
- Ludgierzowice (Lückerwitz)
- Miłonowice (Mahliau)
- Niedary (Neiderei)
- Pęciszów (Bothendorf)
- Prawocice (Probotschütz, 1936–1945 Wiesenbrunn)
- Pstrzejowice (Ströhof)
- Rzędziszowice (Paulwitz)
- Sędzice (Senditz)
- Sucha Wielka (Groß Zauche)
- Tarnowiec (Tarnast)
- Trzęsowice (Nieder Kachel)
- Zawonia (Schawoine, 1936–1945 Blüchertal)
- Złotów (Schlottau)

Weitere Ortschaften der Gemeinde sind Kopiec, Pomianowice, Radłów (Radelau, 1937–1945 Bergruh), Skotniki (Skotschenine, 1936–1945 Katzberg), Stanięcice, Sucha Mała, Trzemsze und Złotówek (Schlottauermühlen).

## Persönlichkeiten
- Waldemar von Dazur (1895–1969), in Tschachawe geborener Jurist, Verwaltungsbeamter und Jagdflieger im Ersten Weltkrieg.